# Тот-Викстрём, Эмиль
Юнас Эмиль Тот-Викстрём (швед. Jonas Emil Tot Wikström; род. 10 октября 1999, Уппсала) — шведский футболист, полузащитник клуба «Хальмстад».

## Клубная карьера
Начинал заниматься футболом в клубах «Лейкин» и «Снёсторп Нюхем» из Хальмстада. В 2012 году перебрался в главную команду города — «Хальмстад», где прошёл путь от детской команды до основной. 4 октября 2017 года подписал с командой свой первый профессиональный контракт. С 2018 года стал привлекаться к тренировкам с основой. 24 февраля провёл первую игру за клуб в рамках группового этапа кубка Швеции с «Сюрианска», выйдя на замену 75-й минуте вместо Томаса Боакье. 23 мая впервые сыграл в Суперэттане. Тот-Викстрём вышел в стартовом составе в гостевой игре с «Ландскруной» и в середине второго тайма уступил место Юнатану Сведбергу.
23 июня 2020 года забил первый гол, довершив разгром «Эргрюте» на 60-й минуте встречи. Всего в сезоне 2020 года Эмиль принял участие в 27 встречах, в которых забил 9 мячей. В итоговой турнирной таблице «Хальмстад» занял первую строчку и заработал повышение в классе на будущий год.
11 апреля 2021 года в первом туре нового чемпионата против «Хеккена» Тот-Викстрём дебютировал в чемпионате Швеции, выйдя на 74-й минуте вместо Симона Лундевалля.

## Карьера в сборных
Выступал за юношескую сборную Швеции. 4 марта 2015 года дебютировал в её составе в товарищеском матче с Бельгией. Тот-Викстрём появился на поле на 67-й минуте, заменив Лаорента Шабани.

## Клубная статистика
| Выступление      | Выступление      | Выступление      | Лига | Лига | Кубки | Кубки | Конт. кубки | Конт. кубки | Итого | Итого |
| Клуб             | Лига             | Сезон            | Игры | Голы | Игры  | Голы  | Игры        | Голы        | Игры  | Голы  |
| ---------------- | ---------------- | ---------------- | ---- | ---- | ----- | ----- | ----------- | ----------- | ----- | ----- |
| Хальмстад        | Суперэттан       | 2018             | 3    | 0    | 2     | 0     | 0           | 0           | 5     | 0     |
| Хальмстад        | Суперэттан       | 2019             | 15   | 0    | 2     | 0     | 0           | 0           | 17    | 0     |
| Хальмстад        | Суперэттан       | 2020             | 27   | 9    | 4     | 1     | 0           | 0           | 31    | 10    |
| Хальмстад        | Аллсвенскан      | 2021             | 20   | 0    | 3     | 0     | 0           | 0           | 23    | 0     |
| Хальмстад        | Итого            | Итого            | 65   | 9    | 11    | 1     | 0           | 0           | 76    | 10    |
| Всего за карьеру | Всего за карьеру | Всего за карьеру | 65   | 9    | 11    | 1     | 0           | 0           | 76    | 10    |